# دانيال كارلوس سيلفا أنغوس
دانيال كارلوس سيلفا أنغوس (بالبرتغالية: Daniel Carlos Silva Anjos‏) (23 ديسمبر 1979 في فييرا دي سانتانا في البرازيل – )؛ هو لاعب كرة قدم سابق كان يلعب كلاعب وسط.

## وصلات خارجية
- دانيال كارلوس سيلفا أنغوس على موقع رابطة كرة القدم اليابانية للمحترفين (اليابانية)
- دانيال كارلوس سيلفا أنغوس على موقع Soccerway.com (الإنجليزية)
- دانيال كارلوس سيلفا أنغوس على موقع عالم كرة القدم.نت (الإنجليزية)